# Imre Nyéki
Imre Nyéki (Hungría, 1928-27 de marzo de 1995) fue un nadador húngaro especializado en pruebas de estilo libre, donde consiguió ser subcampeón olímpico en 1948 en los 4x100 metros.

## Carrera deportiva
En los Juegos Olímpicos de Londres 1948 ganó la medalla de plata en los relevos de 4x200 metros estilo libre, con un tiempo 8:48.4 segundos, tras Estados Unidos (oro) y por delante de Francia (bronce); sus compañeros de equipo fueron los nadadores: Elemér Szatmári, György Mitró y Géza Kádas.